# Эвельфонт
Эвельфонт — правитель кипрского города Саламина в VI веке до н. э.

## Биография
Возможно, Эвельфонт происходил из династии Тевкридов.
В конце VI века до н. э. в результате вспыхнувшего восстания царь Кирены Аркесилай III и его мать Феретима были изгнаны из страны. В это время от союзников — персов из-за начавшихся внутренних раздоров помощи ждать не приходилось. Поэтому Феритима обратилась с мольбой о поддержке к Эвельфонту, который, одарив ее богатыми подарками, однако, отказал в предоставлении военной помощи. По словам Геродота, царь Саламина прислал Феретиме золотую прялку, веретено и шерсть для пряжи, заявив, что именно такие вещи следует дарить женщинам.
Также Эвельфонт известен тем, что начал чеканку собственных серебряных денег. Эти монеты с изображениями барана на аверсе и египетского символа анх на реверсе были обнаружены не только на территории самого острова, но и в Египте и странах Ближнего Востока.